# Swerve City
Swerve City è un singolo del gruppo musicale statunitense Deftones, pubblicato il 26 marzo 2013 come terzo estratto dal settimo album in studio Koi no yokan.

## Descrizione
Si tratta del brano d'apertura e presenta sonorità pesanti e dinamiche, oltre a un assolo di chitarra nella sezione centrale.

## Video musicale
Per il brano è stato realizzato inizialmente un lyric video, caricato dai Deftones attraverso il proprio canale YouTube il 9 aprile 2013. Un mese più tardi è stato reso pubblico il video, diretto da Gus Black e mostrante una donna in sella a un cavallo che viaggia nel deserto. In questo video il gruppo non è presente, ma soltanto il frontman Chino Moreno, che appare al termine del video.
Il 5 giugno 2013 è stato reso disponibile un secondo video, girato completamente in bianco e nero e mostrante alcune scene in cui i Deftones eseguono il brano in studio alternate ad altre in cui gli stessi passeggiano per le strade di Manchester.

## Formazione
Gruppo
- Abe Cunningham – batteria
- Chino Moreno – voce, chitarra
- Frank Delgado – tastiera, campionatore
- Sergio Vega – basso
- Stephen Carpenter – chitarra

Produzione
- Nick Raskulinecz – produzione
- Matt Hyde – registrazione, ingegneria del suono, produzione aggiuntiva
- Steve Olmon – assistenza tecnica
- Rich Costey – missaggio
- Chris Kasych – ingegneria Pro Tools
- Eric Sip – assistenza al missaggio
- Ted Jensen – mastering

## Classifiche
| Classifica (2013)             | Posizione massima |
| ----------------------------- | ----------------- |
| Stati Uniti (mainstream rock) | 6                 |